# هیتیگولا
هیتیگولا (به لاتین: Hitigolla) یک منطقهٔ مسکونی در سری‌لانکا است که در استان مرکزی (سری‌لانکا) واقع شده‌است.